# Francisco Jódar
Francisco Jódar Alonso (Lorca, 9 de noviembre de 1955) es un político español. Fue alcalde de Lorca y consejero de Agua, Agricultura, Ganadería y Pesca de la Región de Murcia.

## Biografía
Francisco Jódar está casado y tiene dos hijas. Se licenció en Derecho en la Universidad de Murcia y es interventor del Ministerio de Defensa en situación de excedencia.

## Trayectoria política
Ha sido candidato a la alcaldía por el Partido Popular de Lorca en las elecciones de los años 1999, 2003, 2007 , 2011 y 2015. En 2007 ganó las elecciones por mayoría absoluta, tomando posesión del cargo el 16 de junio, acabando así con 28 años de hegemonía socialista en el municipio de Lorca. En las elecciones de 2011 y 2015 volvió a revalidar la alcaldía con mayoría absoluta.
Durante su primer mandato tuvo que hacer frente a los terremotos que asolaron Lorca el 11 de mayo de 2011. En su segundo mandato tuvo como objetivo la reconstrucción de la ciudad. Desde junio de 2015 compatibilizó su cargo de alcalde con el de diputado en la Asamblea Regional de Murcia y en enero de 2016 fue elegido vicepresidente segundo de la Federación de municipios de la Región de Murcia.
En 2017 dimitió como alcalde al ser nombrado consejero de Agua, Agricultura, Ganadería y Pesca de la Región de Murcia, cargo que ocupó hasta abril de 2018.